# Luís II de França
Luís II (1 de novembro de 846 – 10 de abril de 879), também chamado de Luís, o Gago, foi o Rei da Frância Ocidental de 877 até sua morte. Era o filho mais velho do rei Carlos II e sua esposa Ermentrude de Orleães. Em 862 casou-se com sua concubina Ansgarda de Borgonha, com quem teve Luís III e Carlomano II. Em 878 repudiou Ansgarde e contraiu matrimônio com Adelaide de Paris, mãe de Carlos o Simples, seu filho póstumo. Os seus dois filhos mais velhos governaram conjuntamente.